# Charles Liteky

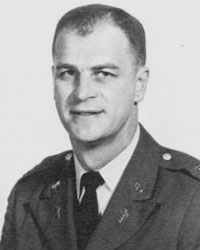
Angelo Liteky.

Charles James “Charlie” Liteky (* 14. Februar 1931 in Washington, D.C., Vereinigte Staaten; † 20. Januar 2017) früher Angelo Liteky, war ein US-amerikanischer Friedensaktivist, der als Chaplain der United States Army im Vietnamkrieg diente. Er wurde mit der Medal of Honor, der höchsten Auszeichnung des U.S.-Militärs ausgezeichnet. Als katholischer Priester erhielt Liteky die Auszeichnung, weil er während einer Schlacht im Jahr 1967 trotz heftigen Beschusses 20 verwundete Soldaten in Sicherheit brachte. Später gab er den Priesterberuf auf, wurde Sozialaktivist und legte 1986 seine Medal of Honor ab.

## Militär
Liteky wurde am 14. Februar 1931 in Washington, D.C. geboren und trat in Fort Hamilton, New York, der Armee bei. Er diente in Vietnam als Hauptmann und Militärgeistlicher im Hauptquartier und in der Hauptquartier-Kompanie der 199. Infanteriebrigade. Am 6. Dezember 1967 begleitete er in der Nähe von Phuoc-Lac in der südvietnamesischen Provinz Biên Hòa die Kompanie A, 4. Bataillon, 12. Infanterieregiment, 199. Leichte Infanteriebrigade auf einer Such- und Zerstörungsmission, als sie unter schweres Feuer einer zahlenmäßig überlegenen feindlichen Streitmacht gerieten. Als Liteky zwei verwundete Männer 15 m von einem feindlichen Maschinengewehr entfernt liegen sah, schützte er sie mit seinem Körper und schleppte sie, als das Feuer ausreichend nachgelassen hatte, in die relative Sicherheit eines Hubschrauberlandeplatzes. Obwohl er an Hals und Fuß verwundet war, setzte er sich weiterhin dem feindlichen Feuer aus, um weitere Verwundete zu retten und Sterbenden die letzte Ölung zu erteilen. Als die Landezone unter Beschuss geriet, stand er im Freien und dirigierte die Rettungshubschrauber in das Gebiet und wieder hinaus. Nachdem die Verwundeten evakuiert worden waren, kehrte er in die Zone zurück, um die verbliebenen Soldaten zu ermutigen, bis die Kompanie A am nächsten Morgen abgelöst wurde. Liteky brachte während der Kämpfe insgesamt 20 Soldaten in Sicherheit. Für diese Einsätze wurde er mit der Medal of Honor ausgezeichnet.

## Aktivismus
Liteky gab den Priesterstand 1975 auf. 1983 heiratete er eine ehemalige Nonne, Judy Balch (1942–2016), die sein Engagement für soziale Gerechtigkeit unterstützte, insbesondere seinen Protest gegen die School of the Americas (heute Western Hemisphere Institute for Security Cooperation) in Fort Moore, Georgia. Am 29. Juli 1986 verkündete er seine Rückgabe seiner Medal of Honor, indem er sie in einen an den damaligen Präsidenten Ronald Reagan adressierten Umschlag steckte. Er tat dies öffentlich in der Nähe des Vietnam Veterans Memorial auf der National Mall in Washington, D.C. Die Auszeichnung ist im National Museum of American History ausgestellt. Damit war er der erste und (Stand 2025) einzige Träger der Medal of Honor, der auf die Medaille verzichtete. Er gab seine Medal of Honor zurück, bevor er im September 1986 an der Protestaktion Veterans Fast for Life teilnahm, um gegen die US-Politik in Mittelamerika zu protestieren. Er protestierte auch gegen die Invasion der Vereinigten Staaten im Irak. Er starb am 20. Januar 2017 im Alter von 85 Jahren.

## Text der Medal of Honor

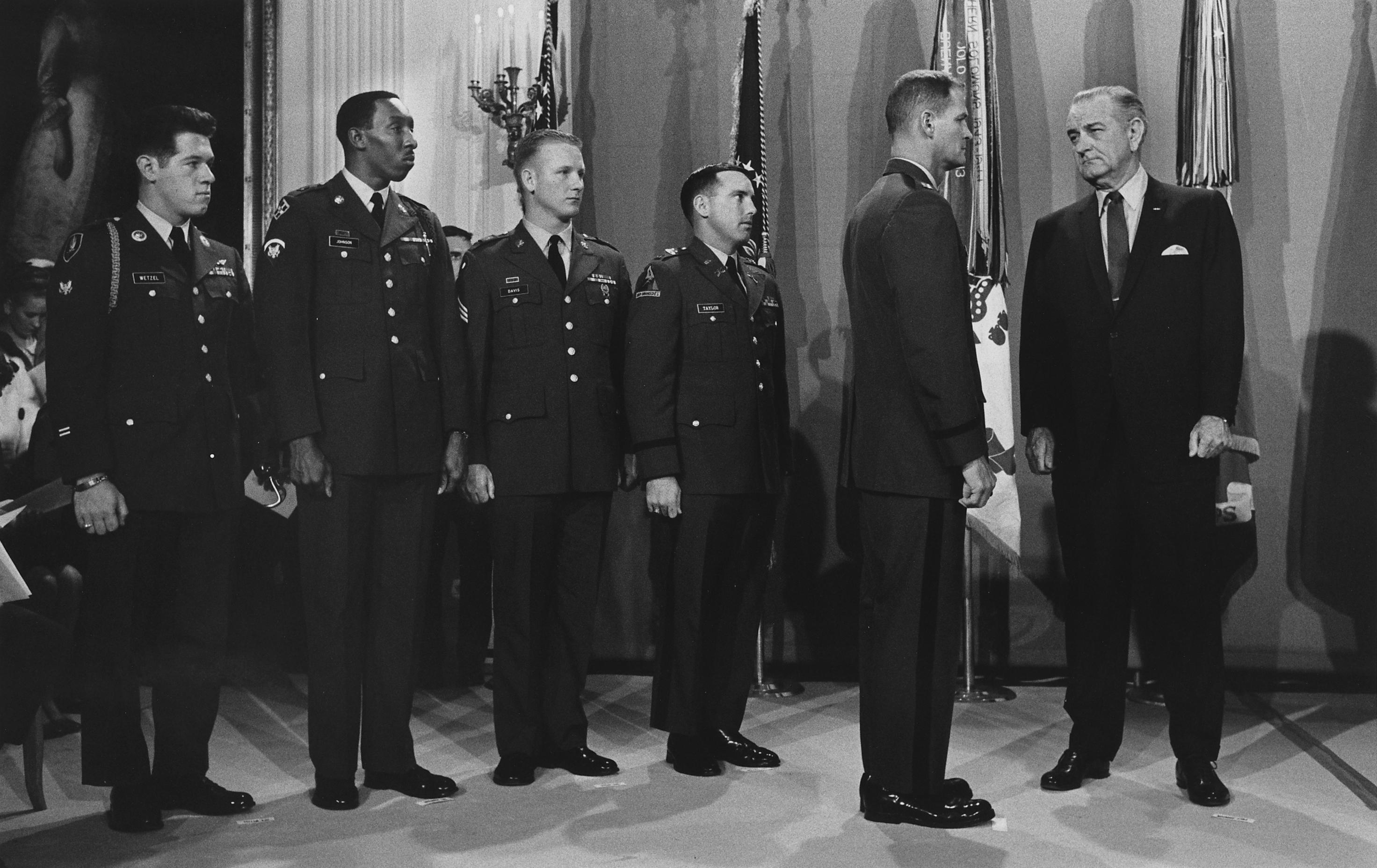
Liteky (2. r) erhält die Medal of Honor von Präsident Lyndon B. Johnson am 19. November 1968, zusammen mit vier Kameraden: Gary Wetzel, Dwight H. Johnson, Sammy L. Davis und James Allen Taylor.

Litekys offizieller Ehrungstext für die Medal of Honor:

„Kaplan Liteky zeichnete sich während seines Dienstes bei der Kompanie A, 4. Bataillon, 12. Infanterie, 199. Leichte Infanteriebrigade durch außergewöhnlichen Heldenmut aus. Er nahm an einer Such- und Zerstörungsoperation teil, als die Kompanie A unter heftigen Beschuss einer bataillonsstarken feindlichen Streitmacht geriet. Die Männer waren von der unmittelbaren Begegnung kurzzeitig benommen und suchten Deckung. Kaplan Liteky bemerkte zwei Verwundete und näherte sich bis auf 15 m einer feindlichen Maschinengewehrstellung, um sie zu erreichen. So stellte er sich zwischen den Feind und die Verwundeten. Nach einer kurzen Kampfpause gelang es ihm, sie in die relative Sicherheit der Landezone zu ziehen. Inspiriert von seinem mutigen Handeln sammelte sich die Kompanie und begann, die feindlichen Stellungen unter schweres Feuer zu setzen. In einer beeindruckenden Demonstration von Mut und Führungsstärke bewegte sich Kaplan Liteky aufrecht durch das feindliche Feuer, erteilte Sterbenden die letzte Ölung und evakuierte Verwundete. Als Kaplan Liteky einen weiteren eingeklemmten und schwer verwundeten Mann bemerkte, kroch er ihm zu Hilfe. Als er erkannte, dass der Verwundete zu schwer zum Tragen war, rollte er sich auf den Rücken, legte ihn auf seine Brust und kroch mit purer Entschlossenheit und Kraft zurück zur Landezone, wobei er sich auf Ellbogen und Fersen stützte. Nach einer kurzen Atempause setzte er sein Handeln fort und stieß auf einen Mann, der sich im dichten, dornigen Unterholz verfangen hatte. Erneut wurde er unter heftiges feindliches Feuer gestellt, doch Kaplan Liteky blieb standhaft, durchtrennte ruhig die Schlingpflanzen und trug den Mann zur Landezone, wo er evakuiert werden sollte. Mehrmals, als die Landezone unter Kleinwaffen- und Raketenbeschuss stand, stand Kaplan Liteky im feindlichen Feuer und dirigierte persönlich die Rettungshubschrauber in das Gebiet und wieder hinaus. Nachdem die Verwundeten sicher evakuiert worden waren, kehrte Kaplan Liteky in die Zone zurück und ermutigte die Männer unablässig und spornte sie an. Bei der Ablösung der Einheit am Morgen des 7. Dezember 1967 stellte sich heraus, dass Kaplan Liteky trotz schmerzhafter Wunden an Hals und Fuß während der heftigen Kämpfe persönlich über 20 Mann zur Evakuierung in die Landezone gebracht hatte. Durch seine unbezwingbare Inspiration und sein heldenhaftes Handeln rettete Kaplan Liteky mehreren Kameraden das Leben und ermöglichte der Kompanie, den Feind zurückzuschlagen. Kaplan Litekys Handeln zeugt von großer Ehre und stand im Einklang mit den höchsten Traditionen der US-Armee.“